# Ronde van Frankrijk 1933
| Route van de Ronde van Frankrijk 1933 met start en finish in Parijs. |                      |              |
| Eindklassement                                                       |                      |              |
| Algemeen klassement                                                  | Georges Speicher     | 147h 51' 37" |
| Tweede                                                               | Learco Guerra        | + 4' 01"     |
| Derde                                                                | Giuseppe Martano     | + 5' 01"     |
| Vierde                                                               | Georges Lemaire      | + 15' 45"    |
| Vijfde                                                               | Maurice Archambaud   | + 21' 22"    |
| Zesde                                                                | Vicente Trueba       | + 27' 27"    |
| Zevende                                                              | Léon Level           | + 35' 19"    |
| Achtste                                                              | Antonin Magne        | + 36' 37"    |
| Negende                                                              | Jean Aerts           | + 42' 53"    |
| Tiende                                                               | Kurt Stöpel          | + 45' 28"    |
| Rode Lantaarn                                                        | Ernest Neuhard (40e) | + 3h 57' 44" |
| Bergklassement                                                       | Vicente Trueba       | 126 punten   |
| Tweede                                                               | Louis Hardiquest     | 78 punten    |
| Derde                                                                | Alfons Schepers      | 75 punten    |
| Ploegenklassement                                                    | Frankrijk            | -            |
| Tweede                                                               | België               | -            |
| Derde                                                                | Duitsland            | -            |

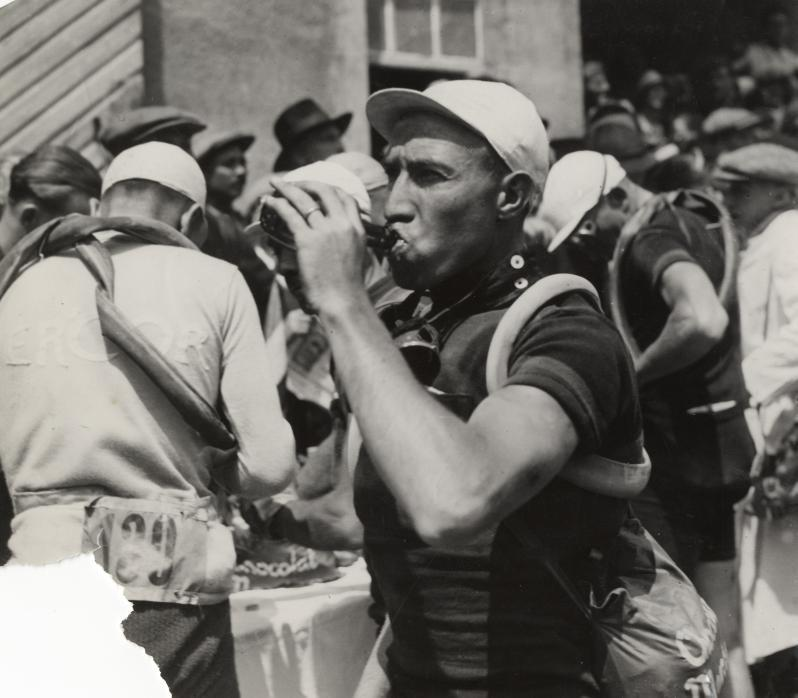
De Belg Alphonse Schepers neemt een slok water bij een bevoorrading.

In 1933 ging de 27e Tour de France van start op 27 juni in Parijs. Hij eindigde op 23 juli in Parijs. Er stonden 40 renners verdeeld over 5 internationale ploegen aan de start. Daarnaast stonden er nog 40 individuelen aan de start.
De Tour had dit jaar een nieuwtje: Het bergklassement, waarvoor punten waren te verdienen op de toppen van de cols. De eerste bergtrui wordt met grote overtuiging gewonnen door de Spaanse klimmer Vicente Trueba, bijgenaamd 'de vlo'. Vrijwel op elke hoge col is hij als eerste boven. Een hoge positie in het algemeen klassement of een etappeoverwinning is er voor hem echter niet bij: zo goed als hij is in klimmen, zo slecht is hij in dalen. Zo heeft hij aan de top van de Galibier bijna 13 minuten voorsprong, maar wordt hij tijdens de afdaling alsnog ingehaald. En aankomsten bergop staan pas in 1952 voor het eerst op het programma.
Door een solo in de eerste etappe pakt de Fransman Maurice Archambaud de gele trui, maar hij moet die in de bergen afstaan, eerst aan de Belg Georges Lemaire, daarna, na hem nog een dag te hebben teruggepakt, aan Georges Speicher. In de Pyreneeën (die voor het eerst sinds 1913 ná de Alpen aan de beurt zijn) helpt Archambaud evenals de rest van het Franse team de sterke Speicher om de aanvallen van de Italianen Giuseppe Martano en Learco Guerra af te slaan, waardoor Speicher de leiderstrui tot aan het einde behoud.
Aantal ritten: 23

Totale afstand: 4409 km

Gemiddelde snelheid: 29.818 km/h

Aantal deelnemers: 80

Aantal uitgevallen: 40

## Belgische en Nederlandse prestaties
In totaal namen er 16 Belgen en 0 Nederlanders deel aan de Tour van 1933.

### Belgische etappezeges
- Alfons Schepers won de 3e etappe van Charleville naar Metz.
- Jean Aerts won de 4e etappe van Metz naar Belfort, de 15e etappe van Perpignan naar Ax-les-Thermes, de 17e etappe van Luchon naar Tarbes, de 19e etappe van Pau naar Bordeaux, de 20e etappe van Bordeaux naar La Rochelle en de 21e etappe van La Rochelle naar Rennes.
- Léon Louyet won de 5e etappe van Belfort naar Evian en de 16e etappe van Ax-les-Thermes naar Luchon: Léon Louyet

### Nederlandse etappezeges
- In 1933 waren er geen Nederlandse etappezeges

## Etappes
- 1e Etappe Parijs - Rijsel: Maurice Archambaud (Fra)
- 2e Etappe Rijsel - Charleville: Learco Guerra (Ita)
- 3e Etappe Charleville - Metz: Alfons Schepers (Bel)
- 4e Etappe Metz - Belfort: Jean Aerts (Bel)
- 5e Etappe Belfort - Evian: Léon Louyet (Bel)
- 6e Etappe Evian - Aix-les-Bains: Learco Guerra (Ita)
- 7e Etappe Aix-les-Bains - Grenoble: Learco Guerra (Ita)
- 8e Etappe Grenoble - Gap: Georges Speicher (Fra)
- 9e Etappe Gap - Digne: Georges Speicher (Fra)
- 10e Etappe Digne - Nice: Fernand Cornez (Fra)
- 11e Etappe Nice - Cannes: Maurice Archambaud (Fra)
- 12e Etappe Cannes - Marseille: Georges Speicher (Fra)
- 13e Etappe Marseille - Montpellier: André Leducq (Fra)
- 14e Etappe Montpellier - Perpignan: André Leducq (Fra)
- 15e Etappe Perpignan - Ax-les-Thermes: Jean Aerts (Bel)
- 16e Etappe Ax-les-Thermes - Luchon: Léon Louyet (Bel)
- 17e Etappe Luchon - Tarbes: Jean Aerts (Bel)
- 18e Etappe Tarbes - Pau: Learco Guerra (Ita)
- 19e Etappe Pau - Bordeaux: Jean Aerts (Bel)
- 20e Etappe Bordeaux - La Rochelle: Jean Aerts (Bel)
- 21e Etappe La Rochelle - Rennes: Jean Aerts (Bel)
- 22e Etappe Rennes - Caen: René Le Greves (Fra)
- 23e Etappe Caen - Parijs: Learco Guerra (Ita)

 winnaars gele trui · 
 puntenklassement · 
 bergklassement · 
 jongerenklassement · 
 tussensprintklassement · 
 combinatieklassement · 
 ploegenklassement · 
 strijdlust · 
rode lantaarn
records · meeste deelnames · ranglijst etappewinnaars · bekende beklimmingen · valpartijen · dopinggevallen · Grand Départ · Souvenir Henri Desgrange
1903 · 
1904 · 
1905 · 
1906 · 
1907 · 
1908 · 
1909 · 
1910 · 
1911 · 
1912 · 
1913 · 
1914 ·
1915 ·
1916 ·
1917 ·
1918 · 
1919 · 
1920 · 
1921 · 
1922 · 
1923 · 
1924 · 
1925 · 
1926 · 
1927 · 
1928 · 
1929 · 
1930 · 
1931 · 
1932 · 
1933 · 
1934 · 
1935 · 
1936 · 
1937 · 
1938 · 
1939 · 
1940 ·
1941 ·
1942 ·
1943 ·
1944 ·
1945 ·
1946 ·
1947 · 
1948 · 
1949 · 
1950 · 
1951 · 
1952 · 
1953 · 
1954 · 
1955 · 
1956 · 
1957 · 
1958 · 
1959 · 
1960 · 
1961 · 
1962 · 
1963 · 
1964 · 
1965 · 
1966 · 
1967 · 
1968 · 
1969 · 
1970 · 
1971 · 
1972 · 
1973 · 
1974 · 
1975 · 
1976 · 
1977 · 
1978 · 
1979 · 
1980 · 
1981 · 
1982 · 
1983 · 
1984 · 
1985 · 
1986 · 
1987 · 
1988 · 
1989 · 
1990 · 
1991 · 
1992 · 
1993 · 
1994 · 
1995 · 
1996 · 
1997 · 
1998 · 
1999 · 
2000 · 
2001 · 
2002 · 
2003 · 
2004 · 
2005 · 
2006 · 
2007 · 
2008 · 
2009 · 
2010 · 
2011 · 
2012 · 
2013 · 
2014 · 
2015 · 
2016 · 
2017 · 
2018 · 
2019 ·
2020 · 
2021 · 
2022 · 
2023 · 
2024 · 
2025